# لئوناردو لاندریل
لئوناردو لاندریل (انگلیسی: Leonardo Landriel؛ زادهٔ ۱۴ ژوئیهٔ ۱۹۹۴ ) بازیکن فوتبال اهل آرژانتین است.